# Astragalus fuhsii
Astragalus fuhsii es una especie de planta del género Astragalus, de la familia de las leguminosas, orden Fabales.

## Distribución
Astragalus fuhsii se distribuye por Turkmenistán e Irán.

## Taxonomía
Fue descrita científicamente por Freyn & Sint. Fue publicada en Bull. Herb. Boissier, sér. 2, 4: 1114 (1904).